# Oʻgʻiloy Norboyeva
Oʻgʻiloy Norboyeva (kyrillisch Ўғилой Норбоева, auch Ugiloy Norboyeva; * 30. Januar 2004) ist eine usbekische Leichtathletin, die sich auf den Siebenkampf spezialisiert hat.

## Sportliche Laufbahn
Erste internationale Erfahrungen sammelte Oʻgʻiloy Norboyeva im Jahr 2023, als sie bei den U20-Asienmeisterschaften in Yecheon mit 5130 Punkten die Goldmedaille im Siebenkampf gewann. Im Jahr darauf belegte sie bei den Hallenasienmeisterschaften in Teheran mit 2889 Punkten den sechsten Platz im Fünfkampf und gewann mit der usbekischen 4-mal-400-Meter-Staffel in 4:12,43 min gemeinsam mit Laylo Allaberganova, Lidiya Podsepkina und Nurxon Ochilova die Bronzemedaille hinter den Teams aus Kasachstan und Iran. 2025 belegte sie bei den Asienmeisterschaften in Gumi mit 5461 Punkten den vierten Platz im Siebenkampf und anschließend wurde sie bei den World University Games in Bochum mit 5401 Punkten 13. 

## Persönliche Bestleistungen
- Siebenkampf: 5495 Punkte, 22. Juni 2025 in Taschkent
  - Fünfkampf (Halle): 3259 Punkte, 18. Februar 2021 in Urganch